# Homéorhésie
 (mars 2011).
Si vous disposez d'ouvrages ou d'articles de référence ou si vous connaissez des sites web de qualité traitant du thème abordé ici, merci de compléter l'article en donnant les références utiles à sa vérifiabilité et en les liant à la section « Notes et références ».
L'homéorhésie, dérivé du grec pour « flux similaire », est la capacité de systèmes dynamiques à revenir à la trajectoire suivie avant la perturbation, ce qui participe de l'auto-organisation organique et de l'homéostasie.
L'homéorhésie est une régulation visant un flux constant permettant une cohérence auto-organisationnelle. Les systèmes biologiques sont homéostatiques en maintenant une harmonie organisationnelle d'ensemble axée sur la viabilité (il s'agit d'un principe de régularité organisationnelle dynamique relatif et non d'un état stable et fixe). L'auto-régulation d'ensemble dépend de seuils fonctionnels locaux tels que ceux des sous-systèmes du système organique. L'auto-régulation fait ainsi appel au principe de seuillage des homéorhèses. Le terme a été utilisé pour la première fois en biologie par C. H. Waddington vers 1940, quand il a décrit la tendance du développement ou du changement d'organismes à poursuivre leur développement, ou à s'adapter à leur environnement et à évoluer vers un état donné.
En écologie, le concept est important en tant qu'élément de l'hypothèse Gaïa, où le système considéré est l'équilibre écologique des différentes formes de vie sur la planète. C'est Lynn Margulis, qui soutient l'hypothèse Gaïa, qui a notamment écrit que seuls les équilibres homéorhétiques, et non homéostatiques, sont impliqués dans la théorie. Autrement dit, la composition de l'atmosphère, de l'hydrosphère et de la lithosphère de la Terre est régulée autour de « points de consigne » comme dans l'homéostasie, mais ces points de consigne changent avec le temps.

## Citations
- « On emploie le mot homéorhésie pour indiquer la stabilisation, non pas d'une constante, mais d'une voie de changement particulière au cours du temps. Si un événement vient modifier le système homéorhétique, les mécanismes de contrôle ne le remettent pas au point où la modification est apparue ; mais à celui qu'il aurait atteint peu après. » (Conrad Hal Waddington[2])
- « En réalité, les structures cognitives ressemblent le plus à des équilibres biologiques, aussi bien dans leur forme statique ou homéostatique, que dans leur forme dynamique ou homéorhétique. » (Jean Piaget[3])
- « L’homéorhésie est la propriété d’un méta-système complexe à tendre vers des équilibres locaux lorsqu’il est soumis à variations internes et externes. Ces équilibres sont dynamiques : ils changent dans le temps. L’homéorhésie est donc la propriété à tendre vers des lignes d’équilibres, en mouvement[4]. »